# Maribyrnong International 2014
Die Maribyrnong International 2014 im Badminton fanden vom 23. bis zum 26. April 2014 in Maribyrnong statt.

## Austragungsort
- Maribyrnong Sports School

## Sieger und Platzierte
| Disziplin    | Gold                                          | Silber                        | Bronze                                     |
| ------------ | --------------------------------------------- | ----------------------------- | ------------------------------------------ |
| Herreneinzel | Fikri Ihsandi Hadmadi                         | Chiang Jiann Shiarng          | Milan Ludík                                |
| Herreneinzel | Fikri Ihsandi Hadmadi                         | Chiang Jiann Shiarng          | Ho Khek Mong                               |
| Dameneinzel  | Millicent Wiranto                             | Chiang Pei-hsin               | Chiang Mei-hui                             |
| Dameneinzel  | Millicent Wiranto                             | Chiang Pei-hsin               | Sannatasah Saniru                          |
| Herrendoppel | Jagdish Singh Roni Tan                        | Raymond Tam Glenn Warfe       | Robin Middleton Ross Smith                 |
| Herrendoppel | Jagdish Singh Roni Tan                        | Raymond Tam Glenn Warfe       | Kevin Dennerly-Minturn Oliver Leydon-Davis |
| Damendoppel  | He Tian Tang Renuga Veeran                    | Chiang Mei-hui Setyana Mapasa | Emilie Furbo Susannah Leydon-Davis         |
| Damendoppel  | He Tian Tang Renuga Veeran                    | Chiang Mei-hui Setyana Mapasa | Verdet Kessler Joy Lai                     |
| Mixed        | Arif Abdul Latif Rusydina Antardayu Riodingin | Ross Smith Renuga Veeran      | Oliver Leydon-Davis Susannah Leydon-Davis  |
| Mixed        | Arif Abdul Latif Rusydina Antardayu Riodingin | Ross Smith Renuga Veeran      | Sawan Serasinghe Setyana Mapasa            |